# Distrikt Sausa
Der Distrikt Sausa liegt in der Provinz Jauja in der Region Junín in Südwest-Zentral-Peru. Der Distrikt wurde am 24. Februar 1965 gegründet. Er hat eine Fläche von 4,74 km². Beim Zensus 2017 lebten 3060 Einwohner in Sausa. Im Jahr 1993 lag die Einwohnerzahl bei 2318, im Jahr 2007 bei 2806. Verwaltungssitz ist die am linken Flussufer des Río Mantaro auf einer Höhe von 3380 m gelegene Kleinstadt Sausa. Sausa bildet einen südlichen Vorort der Provinzhauptstadt Jauja und ist deckungsgleich mit dem Distrikt Sausa. Sausa liegt 2,5 km südsüdöstlich vom Stadtzentrum von Jauja.

## Geografische Lage
Der Distrikt Sausa liegt im Andenhochland zentral in der Provinz Jauja. Der Río Mantaro fließt entlang der südlichen Distriktgrenze nach Osten. Die Nationalstraße 3S von Jauja nach Huancayo verläuft entlang der nordöstlichen Distriktgrenze.
Der Distrikt Sausa grenzt im Westen an den Distrikt Yauyos, im Norden an den Distrikt Jauja, im Osten an den Distrikt Ataura sowie im Süden an den Distrikt Huaripampa.